# Leo Hendrih Bakeland
Leo Hendrih Bakeland (engl. Leo Hendrik Baekeland; Gent, Belgija, 14. novembar 1863 — Bikon, država Njujork, SAD, 23. februar 1944) bio je američki hemičar i pronalazač belgijskog porekla koji je izumeo fotografski papir (1893) i bakelit (1909) — prvu jeftinu i negorivu plastiku univerzalne primene.

## Biografija

### Rane godine, Belgija
Leo Hendrik Bakeland rođen je 14. novembra 1863. godine u flamanskom gradu Gent u Belgiji. Bio je sin Karela i Rosali Bakeland, belgijske porodice sa srednjim primanjima. Krenuo je u školu sa 5 godina, pre roka je završio mladje razrede i u Atenei, državnoj visokoj školi. Kad je Leo dostigao potrebnu starost, upisao se u Gradsku Tehničku školu u Gentu, gde je prisustvovao večernjim časovima hemije, fizike, mehanike i ekonomije i dobio je medalju za svaki od četiri predmeta koji je proučavao. 
Mladi Leo je bio vrlo obećavajući student, zato je dobi stipendiju na Univerzitetu u Gentu, gde je počeo da studira 1880, kada je imao 17 godina. Bio je najmlađi i najistaknutiji student u svojoj grupi. Godine 1882. diplomirao je na univerzitetu. Dve godine kasnije, 1884. godine, u dobu od 21 godine, dobio je doktorat, diplomirao je sa odličnim uspehom Univerzitet u Gentu. 
Na univerzitetu Bakland je studirao prirodne nauke i specijalizovao se za hemiju. Njegov adolescentski interes u fotografiji bio je jedan od glavnih razloga zašto je proucavao hemiju. U nekim ranim eksperimentima na fotografiji mladom Bakelandu je bio potreban srebro-nitrat. Nije imao novca da ga kupi, ali je imao sat sa srebrnom narukvicom koju mu je otac dao. Uzeo je narukvicu od sata i rastvorio je u azotnoj kiselini. Ovaj rastvor je sadržao i bakar, ali mladi Bakeland je razvio metod za uklanjanje bakra iz rastvora srebra, što je bio prvi njegov hemijski eksperiment. 
Godine 1887. Bakeland je imenovan za profesora hemijskih i fizičkih nauka Visoke vladine škole nauke u Brižu. Ostao je tamo neko vreme, ubrzo se vratio na Univerzitet u Gentu, gde mu je ponuđen položaj asistenta profesora. Sa zadovoljstvom je prihvatio ovu ponudu, a ubrzo nakon toga, 1889. godine, bio je postavljen na dužnost mlađeg profesora na univerzitetu.
Na takmičenju među maturantima u četiri belgijska univerziteta, koji su diplomirali u toku tri godine, Bakeland je osvoio je prvu nagradu u oblasti hemije 1887. godine. Zbog toga, on je dobio zvanje laureata za hemiju, zlatnu medalju i stipendiju u drugim državama. Tako je 1889. godine, u dobu od 26 godina, Bakeland posetio Univerzitetski koledž London, Univerzitet Okford i Univerzitet u Edinburgu. Nakon toga Bakeland je sa svojom mladom ženom krenuo u Sjedinjene Američke Države, gde je planirao da provede neko vreme da bi nastavio svoja istraživanja, posebno na temu hemijskih procesa u fotografijama.

### Početak rada u Americi
Po njegovom dolasku u Njujork, Bakeland se sastao sa Ričardom A. Antoni iz «Е.&Н. Т.Anthony and Company», proizvođačem fotografskih materijala. Za uzvrat, Ričard Antoni ga je predstavio Čarlsu Čandleru, profesoru hemije na Kolumbijskom Univerzitetu, koji je bio konsultant za hemiju u «Е.&Н. Т.Anthony and Company» i kao puno entuzijastičan amaterski fotograf, dodat je fotografskom biltenu koji je objavila ova kompanija. Profesor Čandler, se izuzetno impresionirao sposobnostima Bakelanda, ubedio ga je da ostane u Sjedinjenim Američkim Državama i primenjuju svoje talente da reši probleme u hemijskoj industriji. Pošto je prihvatio ponudu profesora Čandlera, Bakeland je uputio ostavku na fakultet Univerziteta u Gentu. Ministar prosvete Belgije omogućio mu je da zadrži titulu počasnog profesor na Univerzitetu u Gentu.

### Početak preduzetničke deltnosti
Nakon penzionisanja Bakeland je odlučio da osnuje «Nepera Chemical Company» u gradu Jonker, uz finansijsku i administrativnu podršku Leonarda Jakobija, i početi proizvodnju papira i hemikalija za fotografije na maloj skali. Jedna vrsta takvog papira je nazvan «Velox». Kasnije je bilo predodređeno da postane materijal široke potrosnje i da donese finansijsku korist, što je Bakelandu omogućilo da se bavi drugim važnim otkrićima. Zbog drugačijeg postupka u procesa štampanja papir «Velox» je imao veliku potražnju, ali u početku nije izazvao veliki interes, tako da je u vezi sa ekonomskom krizom 1893. nova kompanija je prošla kroz veoma težak period. Bakeland je jednom rekao da je taj period bio kako "nekoliko godina napornog rada bez dana odmora i konstantne sumnje da li ću proći kroz to ili ne." 
U velikoj meri, zahvaljujući amaterima koji su, kako je rekao Bakeland: " Imali poteškoće s reprodukcijom, napokon su počeli da prate naša uputstva za štampu" - prodaja novog foto papira postepeno je rasla i 1899. godine ovo preduzeće je postalo toliko uspešno da je «Eastman Kodak Company» otkupilo akcije Bakelanda po vrlo povoljnim uslovima.

### Patent
Nakon pronalaska bakelitа Bakeland razmišlja o komercijalnoj pogodnosti proizvodnje novog materijala za one kojima je to potrebno.
Stoga, bakelit smola, može postati meka kad se zagreva, ali daljim porastom temperature postaje čvrsta nerastvoriva supstanca, jaka, sa odličnim izolacionim osobinama, otporna na visoke temperature i hemikalije. Ovaj materijal je postao veoma važan za primenu u različitim oblastima. Na primer, u proizvodnji sistema za paljenje vozila bakelit je služio kao veoma koristan materijal za proizvodnju. 
Iako su prvi proizvodi u skladu sa organizacijom masovne proizvodnje bakelita bili proizvedeni u Jonkersu 1910. godine u Pert Amboeu bila je osnovana kompanina «General Bakelite Company» (kasnije «Bakelite Corporation»), koja je bila organizovana za proizvodnju i distribuciju sirovina za proizvodnju bakelita u fazama. Bakeland je bio predsednik i podigao duh kompanije još od vremena osnivanja pa do 1939. godine, kada je kompanija spojena sa «Union Carbide and Carbon Corporation» .
Osim u slučaju sa «Velox» papirom Bakeland je dobio patente za otkrića da ih zaštiti- više od stotinu patenata, uključujući domaće i strane. On je verovao u vrednosti patentnih sistema i veoma se interesovao oko nadležnih sistema i njihovog dobijanja. Bio je član, a godinu dana predsednik Odbora za patente Nacionalnog istraživačkog saveta, i znatan broj njegovih objavljenih tekstova su bili vezani za neophodnu modifikaciju patentnog sistema SAD.     
Bakeland je bio dugo vreme clanom komeiteta mornarice SAD. Član Komisije za snabdevanje nitratima SAD 1917; predsednik Odbora za patente Nacionalnog istraživačkog veća 1917; član Odbora Instituta za međunarodno obrazovanje već dugi niz godina i član Savetodavnog komiteta Odeljenja za hemiju Ministarstva trgovine SAD-a već nekoliko godina počevši od 1925. godine. Dobio je veliki broj priznanja. Tokom Prvog svetskog rata Bakeland je radio na izradi manje eksplozivnog avio-goriva. 

### Kraj života
Leo Hendrih Bakeland je umro 23. februara 1944. godine, u 81. godini zivota.
Sahranjen je na groblju « Sleepy Hollow Cemetery» u državi Njujork, SAD.

## Naučna i pronalazačka deatnost

### Tehnologija izrade fotografskog papira
Rodni grad Bakelanda, Gent, bio je centar za proizvodnju suvih ploča za fotografije, čija je proizvodnja započeo Van Monkhoven 1880. godine. Mladi Bakeland je uspeo veoma da zainteresuje Monkhena, i zahvaljujući njegovoj pomoći, Leo je uskoro počeo da eksperimentiše sa fotografijom, da studira hemiju i proširivanje znanja u ovoj oblasti. Tada je Bakeland započeo svoje istraživanje, koje je deset godina kasnije dovelo do stvaranja papira "Velox". Kada je Bakeland još bio student u Gentu, nije mogao ni da zamisli važnost njegovih otkrića. U pripremi srebro-hlorida pri posebnim uslovima, potpuno je isključio konačan proces čišćenja, Bakeland je nesumnjivo stvorio više savršen papir za fotografije, što omogućava štampanje slika mnogo brže nego ranije.

### Pronalazak bakelita
Otkrivajući kako pravilno uticati formaldehidom na fenole.  Bakeland je svetu davao veoma važan novi materijal, koji je nazvan "bakelit". Proizvodnja bakelita je rezultat ne samo kondenzacije formaldehida sa fenolima, čak i kada je reakcija rezultirala smolom, to nije bio jedini korisni materijal. Samo pod uticajem posebnih uslova, razvijenih kao rezultat dugih studija, Bakeland je napravio proizvod žute boje - bakelit visoke čvrstoće. Bakeland nije bio prvi istraživač koji je pokušao da dođe do ovog rezultata. Ali kao posledica dugog i sistematskog istraživanja, u kojem je pokušao da razume sve nijanse reakcije između formaldehida i fenola, Bakeland je saznao da on može podeliti ovu reakciju na faze. Utvrdio je da je kontrola pritiska tokom reakcije važan faktor, a da se sa amonijakom ili drugim bazama može produžiti reakcija na duži period i stoga može zaustaviti u bilo kojoj fazi, koristeći hlađenje. Utvrdio je da bi na taj način mogao kontrolisati reakciju u fazama i koristiti pogodne uslove za dobijanje novog materijala - bakelita. 

## Nagrade
Godine 1916. Bakeland je dobio medalju Perkina, a godinu dana kasnije dobio je počasni naziv profesora primenjene hemije na Kolumbijskom univerzitetu. Bakeland je bio član najvažnijih naučnih zajednica u Sjedinjenim Američkim Državama i inostranstvu, a izabran je za člana Nacionalne akademije nauka. Bez obzira koliko je bio zauzet, uvek je našao vremena da prisustvuje naučnim skupovima i učestvuje u njima. Bio je najaktivniji u zajednicama posvećenim hemiji, u nekim od njih bio je član odbora.Takođe, 1909. bio je predstavnik Sjedinjenih Američkih Država na Međunarodnom hemijskom kongresu i predsednik sektora za plastiku, kada je 1912. održan kongres u Sjedinjenim Američkim Državama. 